# Rorippa sarmentosa
Rorippa sarmentosa är en korsblommig växtart som först beskrevs av Daniel Carl Solander och Johann Georg Adam Forster, och fick sitt nu gällande namn av James Francis Macbride. Rorippa sarmentosa ingår i släktet fränen, och familjen korsblommiga växter. Inga underarter finns listade i Catalogue of Life.